# Anticiclón del Pacífico Sur

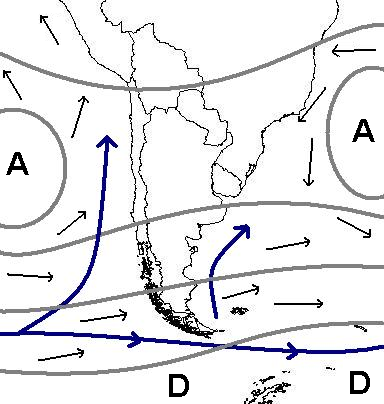
Frente al lado oeste de Sudamérica está el anticiclón del Pacífico Sur, indicado con una «A». Al lado este está el anticiclón del Atlántico Sur.

El anticiclón del Pacífico Sur (APS), también denominado anticiclón del Pacífico Sur Oriental o anticiclón subtropical del Pacífico Sudeste (ASPS), es un anticiclón o centro de alta presión atmosférica que está situado al sudeste del océano Pacífico, frente a las costas de Chile, mar adentro, aproximadamente situado a 35° S y 110° O. Conforma una cresta subtropical cuya actividad es fundamental para definir en gran medida el clima de Chile y del Perú, impulsando a los vientos alisios secos que se desplazan constantemente en dirección de sur a norte, sobre el mar y paralelos a la costa. Su influencia alcanza también a Ecuador, Bolivia y Argentina.
El anticiclón del Pacífico Sur es el causante del clima árido extremo y de las temperaturas frescas que caracterizan al desierto del Pacífico, el cual está situado en el norte de Chile (desierto de Atacama) y costa del Perú (desierto costero). Este sistema de alta presión juega un papel importante como impulsor de los vientos alisios del Pacífico del sudeste, también como impulsor de la corriente de Humboldt y como uno de los elementos del patrón climático El Niño-Oscilación del Sur (ENSO).

## Variabilidad
Se considera que este sistema es semipermanente, extremadamente seco, con gran estabilidad atmosférica y con un desplazamiento estacional de su centro entre 25 y 35° de latitud sur. Este desplazamiento está relacionado con la dinámica del clima mediterráneo chileno, porque durante el verano lleva la temporada seca al centro de Chile, extendiendo su influencia más al sur de Chiloé y hacia los Andes. Mientras que su desplazamiento hacia el norte en invierno lleva la temporada seca hasta los Andes peruanos, costa de Ecuador e islas Galápagos.
La variabilidad estacional de este anticiclón ha mostrado ser semianual, con intensidad máxima en febrero y en octubre. La posición más austral se localizó durante el verano (febrero y marzo) a 37° S 108° W aproximadamente, mientras que la posición hacia el norte se observó en mayo a ~26° S y ~86° W y más cercana al continente.
También se ha observado una variabilidad interanual y decadal (o interdecadal), que además se relaciona con la Oscilación Decadal del Pacífico (ODP), la cual es un patrón climático que actúa en el Pacífico Norte. Existiendo una fuerte correlación tanto en la intensidad y como en la posición de ambos fenómenos. Por ejemplo, cuando la intensidad del anticiclón se incrementó, la ODP estuvo en su fase fría y viceversa.